# Liste der Bodendenkmäler in Rattenberg (Niederbayern)
Auf dieser Seite sind die Bodendenkmäler in der niederbayerischen Gemeinde Rattenberg zusammengestellt. Diese Tabelle ist eine Teilliste der Liste der Bodendenkmäler in Bayern. Grundlage ist die Bayerische Denkmalliste, die auf Basis des Bayerischen Denkmalschutzgesetzes vom 1. Oktober 1973 erstmals erstellt wurde und seither durch das Bayerische Landesamt für Denkmalpflege geführt wird. Die folgenden Angaben ersetzen nicht die rechtsverbindliche Auskunft der Denkmalschutzbehörde.

## Bodendenkmäler der Gemeinde Rattenberg

### Bodendenkmäler in der Gemarkung Rattenberg
| Lage                  | Objekt | Akten-Nr.     | Bild |
| --------------------- | --- | ------------- | ---- |
| Rattenberg (Standort) | Untertägige mittelalterliche und frühneuzeitliche Befunde und Funde im Bereich der Burgruine Neurandsberg mit abgegangener spätmittelalterlicher Burgkapelle und frühneuzeitlicher Katholischen Filial- und Wallfahrtskirche Mariae Geburt. Siehe auch: Burg Neurandsberg | D-2-6842-0002 |      |
| Rattenberg (Standort) | Untertägige hoch- und spätmittelalterliche sowie frühneuzeitliche Befunde und Funde im Bereich der Katholischen Pfarrkirche St. Nikolaus in Rattenberg, darunter die Spuren von Vorgängerbauten sowie Friedhof. Siehe auch: St. Nikolaus (Rattenberg)                     | D-2-6942-0051 |      |